# The Gold Diggers (1923)
The Gold Diggers is een Amerikaanse filmkomedie uit 1923 onder regie van Harry Beaumont. Het scenario is gebaseerd op het gelijknamige toneelstuk uit 1919 van de Amerikaanse auteur Avery Hopwood.

## Verhaal
Wally Saunders wil graag trouwen met de revuedanseres Violet Dayne. Zijn oom Stephen Lee weigert zijn toestemming te geven, omdat hij denkt dat alle danseressen alleen maar uit zijn op geld. Violet vraagt aan haar vriendin Jerry La Mar om oom Stephen zo fanatiek achterna te zitten dat zij er goed uitkomt in vergelijking met haar. Jerry en oom Stephen worden verliefd op elkaar en hij geeft bovendien ook zijn zegen aan Wally en Violet.

## Rolverdeling
| Acteur           | Personage          |
| ---------------- | ------------------ |
| Hope Hampton     | Jerry La Mar       |
| Wyndham Standing | Stephen Lee        |
| Louise Fazenda   | Mabel Munroe       |
| Gertrude Short   | Topsy St. John     |
| Alec B. Francis  | James Blake        |
| Jed Prouty       | Barney Barnett     |
| Arita Gillman    | Eleanor Montgomery |
| Peggy Browne     | Trixie Andres      |
| Margaret Seddon  | Mevrouw La Mar     |
| John Harron      | Wally Saunders     |
| Anne Cornwall    | Violet Dayne       |
| Louise Beaudet   | Cissie Gray        |
| Edna Tichenor    | Dolly Baxter       |
| Frances Ross     | Gypsy Montrose     |
| Marie Prade      | Sadie              |